# Gao Tianyi
Gao Tianyi (高天意S, Gāo TiānyìP; Dalian, 1º luglio 1998) è un calciatore cinese, centrocampista dello Shanghai Shenhua e della nazionale cinese.

## Carriera

### Club
Ha giocato nella prima divisione cinese.

### Nazionale
Il 24 marzo 2022 ha esordito con la nazionale cinese giocando l'incontro pareggiato 1-1 contro l'Arabia Saudita, valido per le qualificazioni al campionato mondiale di calcio 2022.
Ha partecipato alla Coppa d'Asia 2023.

## Statistiche

### Presenze e reti nei club
Statistiche aggiornate al 31 marzo 2024.
| Stagione              | Squadra               | Campionato            | Campionato | Campionato | Coppe nazionali | Coppe nazionali | Coppe nazionali | Coppe continentali | Coppe continentali | Coppe continentali | Altre coppe | Altre coppe | Altre coppe | Totale | Totale |
| Stagione              | Squadra               | Comp                  | Pres       | Reti       | Comp            | Pres            | Reti            | Comp               | Pres               | Reti               | Comp        | Pres        | Reti        | Pres   | Reti   |
| --------------------- | --------------------- | --------------------- | ---------- | ---------- | --------------- | --------------- | --------------- | ------------------ | ------------------ | ------------------ | ----------- | ----------- | ----------- | ------ | ------ |
| 2016                  | Shenzhen              | CL1                   | 16         | 0          | CC              | 1               | 0               |                    | -                  | -                  |             | -           | -           | 17     | 0      |
| 2017                  | Jiangsu Suning        | CSL                   | 20         | 0          | CC              | 2               | 0               | ACL                | 3                  | 0                  | SC          | 0           | 0           | 25     | 0      |
| 2018                  | Jiangsu Suning        | CSL                   | 22         | 0          | CC              | 2               | 0               |                    | -                  | -                  |             | -           | -           | 24     | 0      |
| mar.-lug. 2019        | Jiangsu Suning        | CSL                   | 7          | 1          | CC              | 1               | 0               |                    | -                  | -                  |             | -           | -           | 8      | 1      |
| lug.-dic. 2019        | Shenzhen              | CSL                   | 8          | 1          | CC              | -               | -               |                    | -                  | -                  |             | -           | -           | 8      | 1      |
| Totale Shenzhen       | Totale Shenzhen       | Totale Shenzhen       | 24         | 1          |                 | 1               | 0               |                    | -                  | -                  |             | -           | -           | 25     | 1      |
| 2020                  | Jiangsu Suning        | CSL                   | 6          | 0          | CC              | 5               | 0               |                    | -                  | -                  |             | -           | -           | 11     | 0      |
| Totale Jiangsu Suning | Totale Jiangsu Suning | Totale Jiangsu Suning | 55         | 1          |                 | 10              | 0               |                    | 3                  | 0                  |             | 0           | 0           | 68     | 1      |
| 2021                  | Beijing Guoan         | CSL                   | 20         | 0          | CC              | 1               | 0               |                    | -                  | -                  |             | -           | -           | 21     | 0      |
| 2022                  | Beijing Guoan         | CSL                   | 25         | 3          | CC              | 1               | 0               |                    | -                  | -                  |             | -           | -           | 26     | 3      |
| 2023                  | Beijing Guoan         | CSL                   | 24         | 1          | CC              | 2               | 0               |                    | -                  | -                  |             | -           | -           | 26     | 1      |
| Totale Beijing Guoan  | Totale Beijing Guoan  | Totale Beijing Guoan  | 69         | 4          |                 | 4               | 0               |                    |                    |                    |             |             |             | 73     | 4      |
| 2024                  | Shanghai Shenhua      | CSL                   | 1          | 0          | CC              | 0               | 0               | ACL                | 0                  | 0                  | SC          | 1           | 0           | 2      | 0      |
| Totale carriera       | Totale carriera       | Totale carriera       | 149        | 6          |                 | 15              | 0               |                    | 3                  | 0                  |             | 1           | 0           | 168    | 6      |

### Cronologia presenze e reti in nazionale
| Cronologia completa delle presenze e delle reti in nazionale ― Cina | Cronologia completa delle presenze e delle reti in nazionale ― Cina | Cronologia completa delle presenze e delle reti in nazionale ― Cina | Cronologia completa delle presenze e delle reti in nazionale ― Cina | Cronologia completa delle presenze e delle reti in nazionale ― Cina | Cronologia completa delle presenze e delle reti in nazionale ― Cina | Cronologia completa delle presenze e delle reti in nazionale ― Cina | Cronologia completa delle presenze e delle reti in nazionale ― Cina |
| Data                                                                | Città                                                               | In casa                                                             | Risultato                                                           | Ospiti                                                              | Competizione                                                        | Reti                                                                | Note                                                                |
| ------------------------------------------------------------------- | ------------------------------------------------------------------- | ------------------------------------------------------------------- | ------------------------------------------------------------------- | ------------------------------------------------------------------- | ------------------------------------------------------------------- | ------------------------------------------------------------------- | ------------------------------------------------------------------- |
| 24-3-2022                                                           | Sharja                                                              | Arabia Saudita                                                      | 1 – 1                                                               | Cina                                                                | Qual. Mondiali 2022                                                 | -                                                                   | 59’                                                                 |
| 10-10-2023                                                          | Dalian                                                              | Cina                                                                | 2 – 0                                                               | Vietnam                                                             | Amichevole                                                          | -                                                                   | 61’ 70’                                                             |
| 16-10-2023                                                          | Dalian                                                              | Cina                                                                | 1 – 2                                                               | Uzbekistan                                                          | Amichevole                                                          | -                                                                   | 46’                                                                 |
| 21-11-2023                                                          | Shenzhen                                                            | Cina                                                                | 0 – 3                                                               | Corea del Sud                                                       | Qual. Mondiali 2026                                                 | -                                                                   | 79’                                                                 |
| 26-3-2024                                                           | Tientsin                                                            | Cina                                                                | 4 – 1                                                               | Singapore                                                           | Qual. Mondiali 2026                                                 | -                                                                   | 68’                                                                 |
| 6-6-2024                                                            | Shenyang                                                            | Cina                                                                | 1 – 1                                                               | Thailandia                                                          | Qual. Mondiali 2026                                                 | -                                                                   | 29’                                                                 |
| Totale                                                              |                                                                     | Presenze                                                            | 6                                                                   |                                                                     | Reti                                                                | 0                                                                   |                                                                     |

## Palmarès

### Club

#### Competizioni nazionali
- Campionato cinese: 1

Jiangsu Suning: 2020
- Supercoppa di Cina: 2

Shanghai Shenhua: 2024, 2025